# 中塚古墳 (桐生市)
中塚古墳（なかつかこふん）は、群馬県桐生市新里町新川にある古墳。形状は方墳。群馬県指定史跡に指定されている。

## 概要
群馬県東部、赤城山南東麓の丘陵上に築造された大型方墳である。
墳形は方形で、一辺約37メートルを測る。墳丘外表では葺石が認められるほか、墳丘周囲には周濠が巡らされる。埋葬施設は両袖式の横穴式石室で、南南東方向に開口する。截石切組積みによって構築された整美な石室として注目される。古くから開口したとみられ、石室内の副葬品は詳らかでない。
築造時期は、古墳時代終末期の7世紀後半頃と推定される。被葬者は明らかでないが、地名から山ノ上碑（高崎市山名町、国の特別史跡）に見える「新川臣」の一族に比定する説が知られる。
古墳域は1979年（昭和54年）に群馬県指定史跡に指定されている。

## 埋葬施設

石室俯瞰図

石室展開図

埋葬施設としては両袖式横穴式石室が構築されており、南南東方向に開口する。石室の規模は次の通り。
- 石室全長：7.67メートル
- 玄室：長さ4.16-4.28メートル、幅1.84メートル（奥壁）、高さ1.74メートル
- 羨道：長さ3.10-3.14メートル、幅1.31メートル

石室の石材は安山岩で、截石切組積みによって構築される。玄室と羨道の間は玄門で区切る。

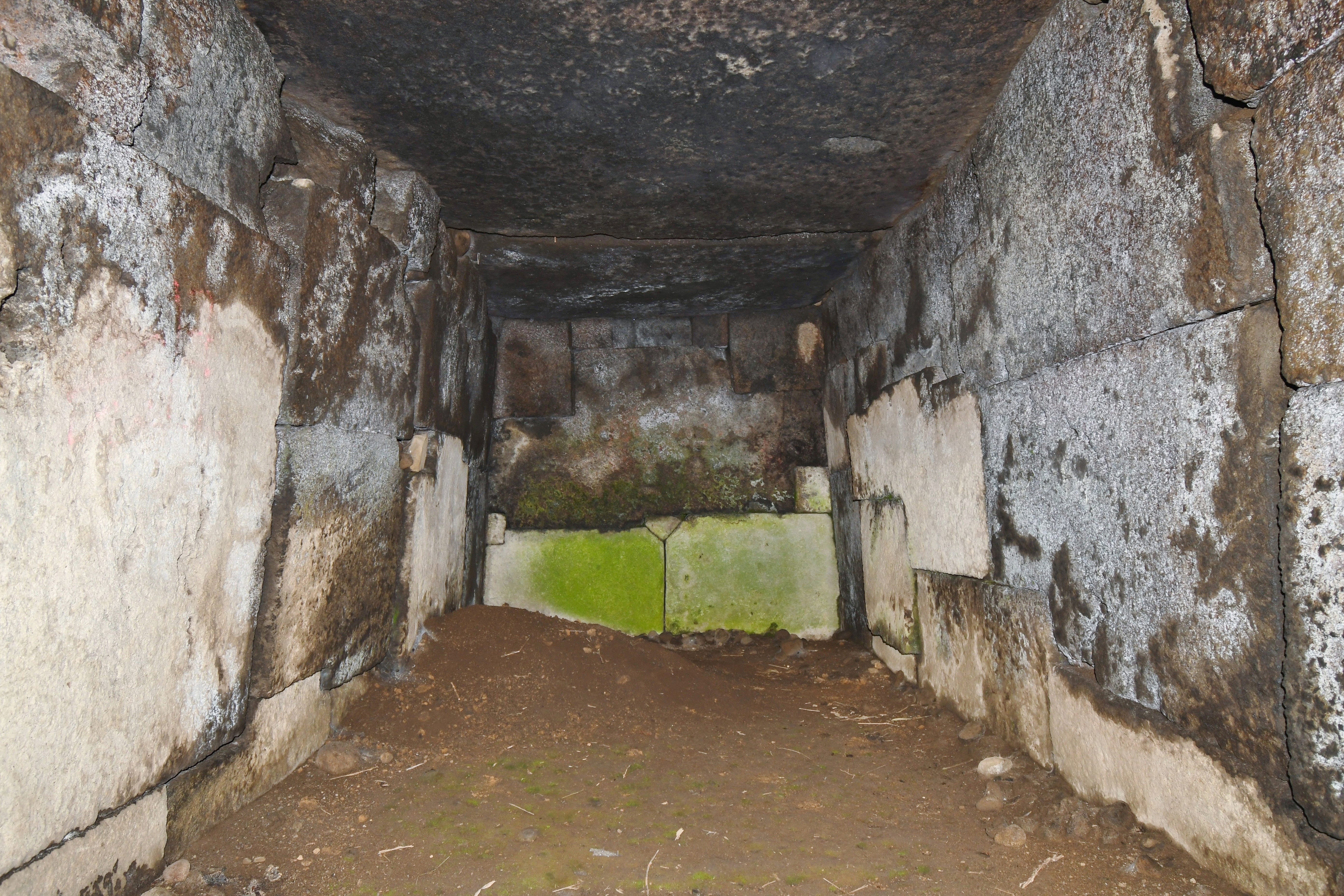
玄室（奥壁方向）
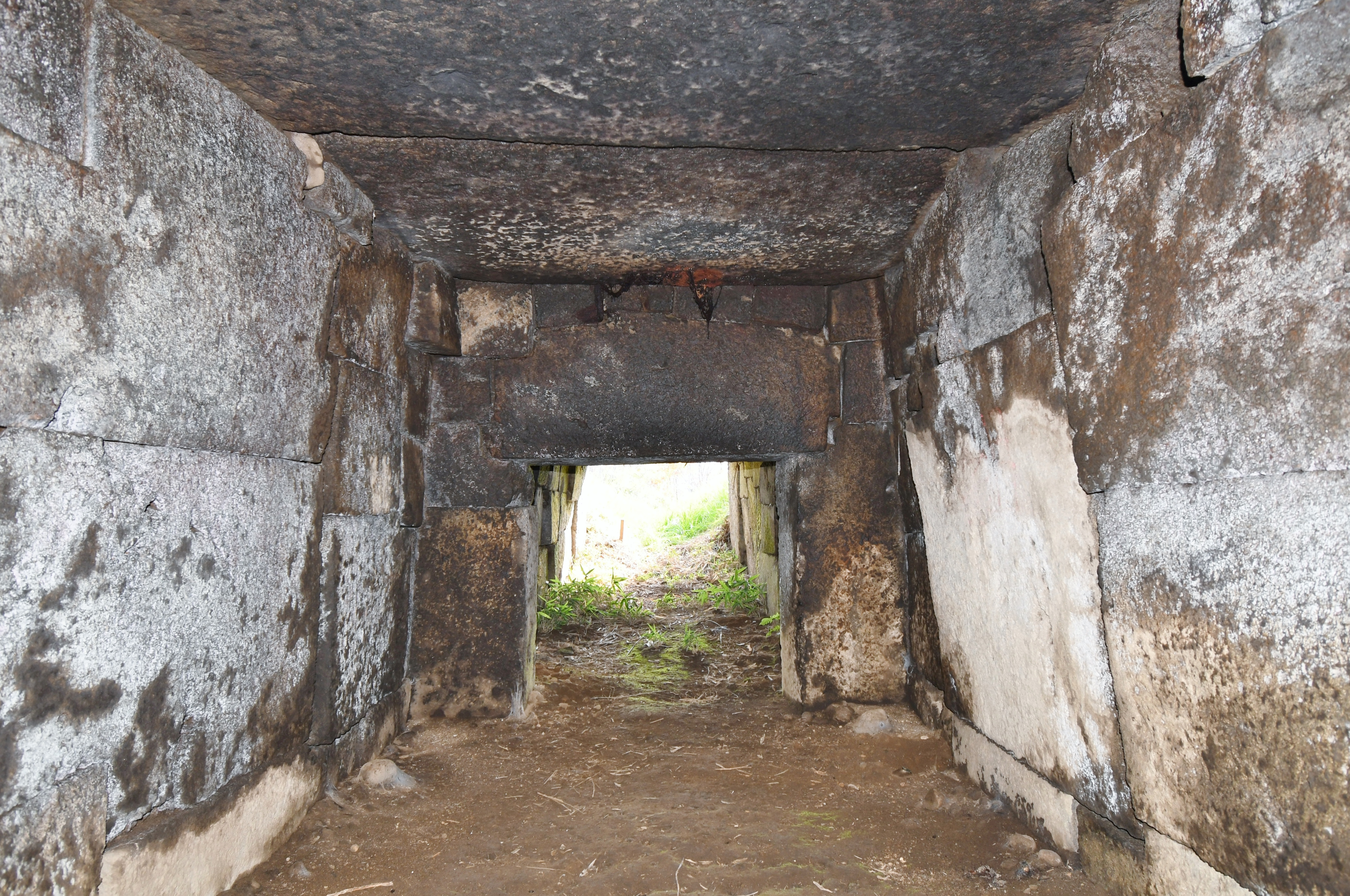
玄室（開口部方向）
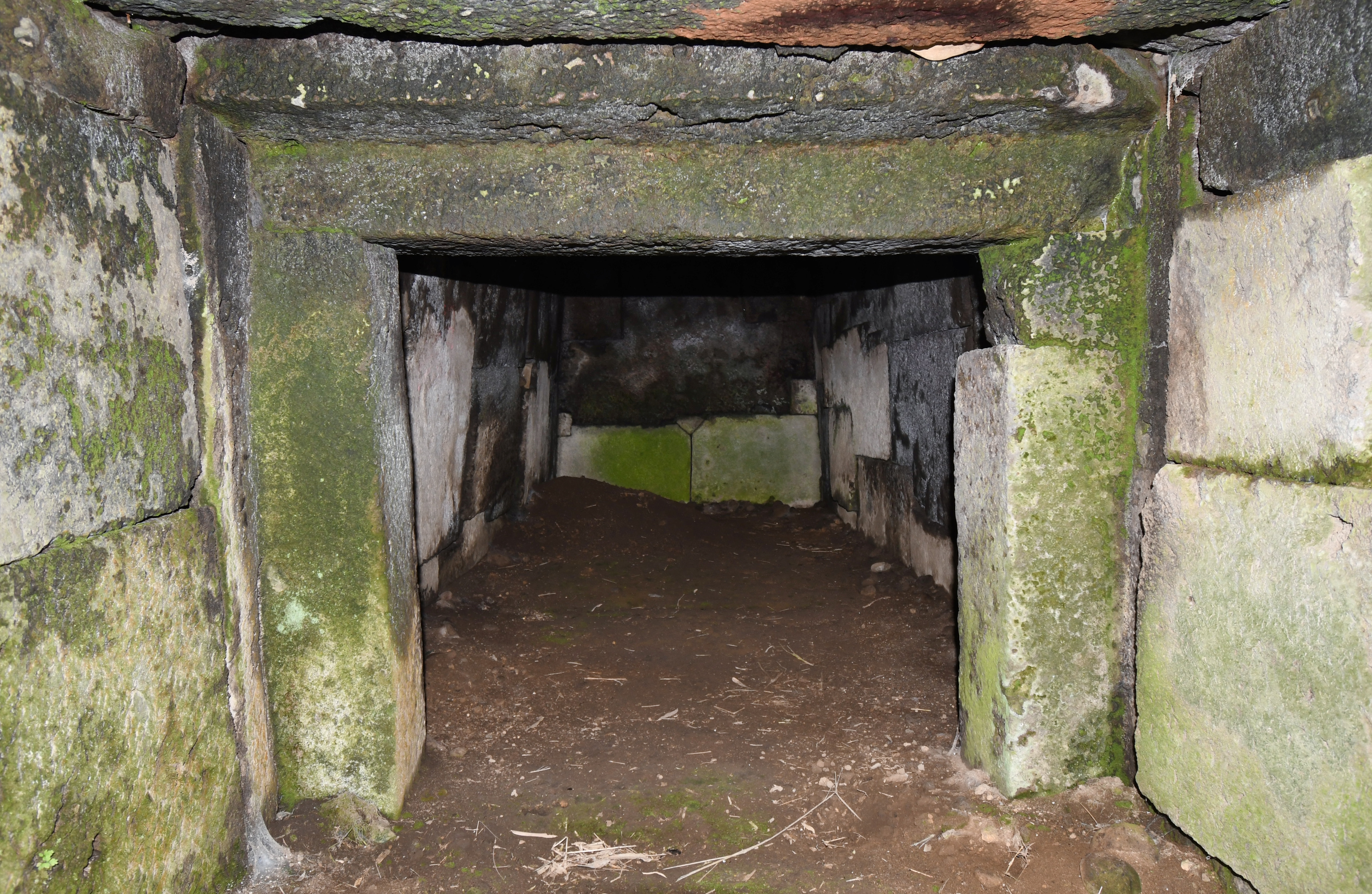
玄門（玄室方向）
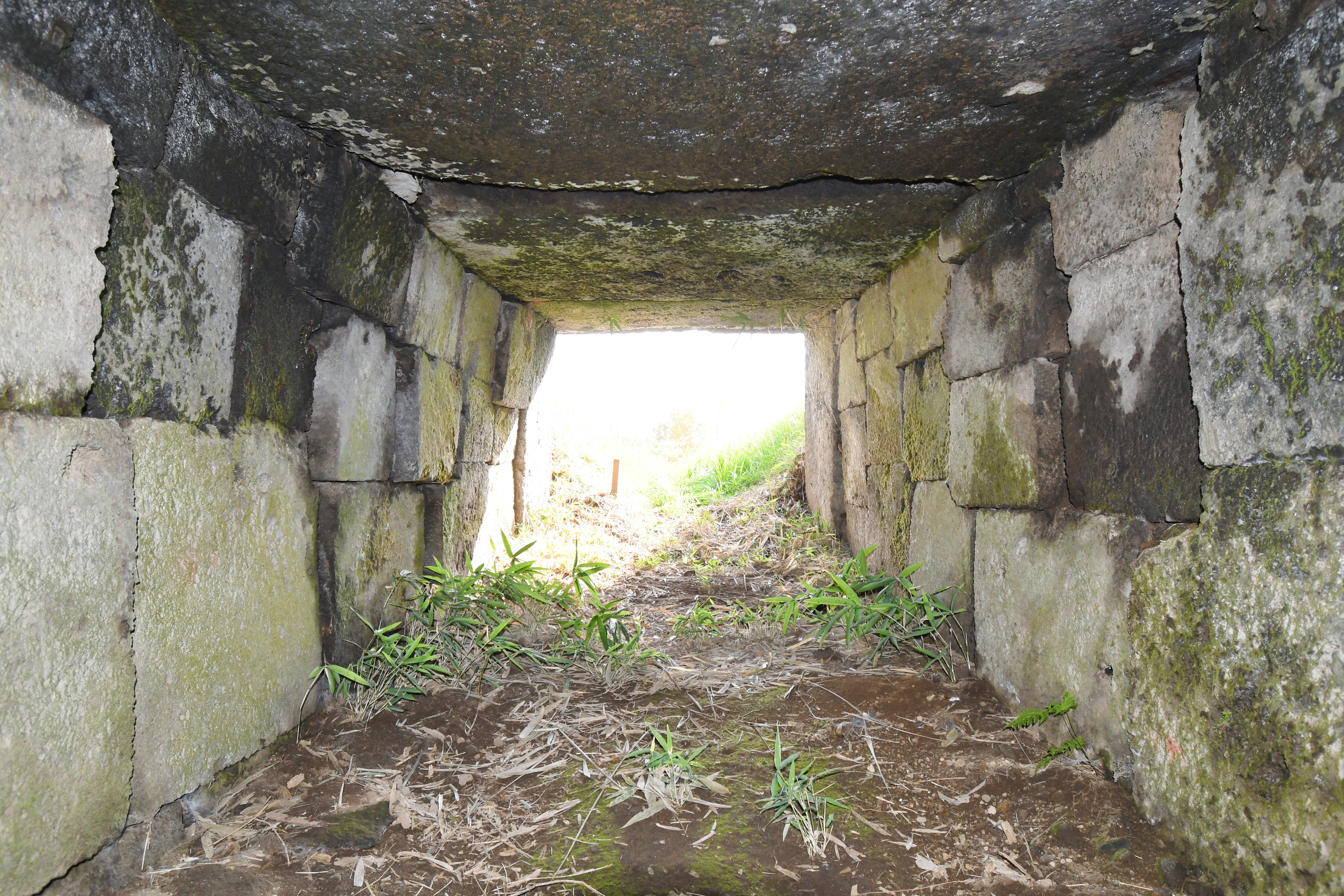
羨道（開口部方向）
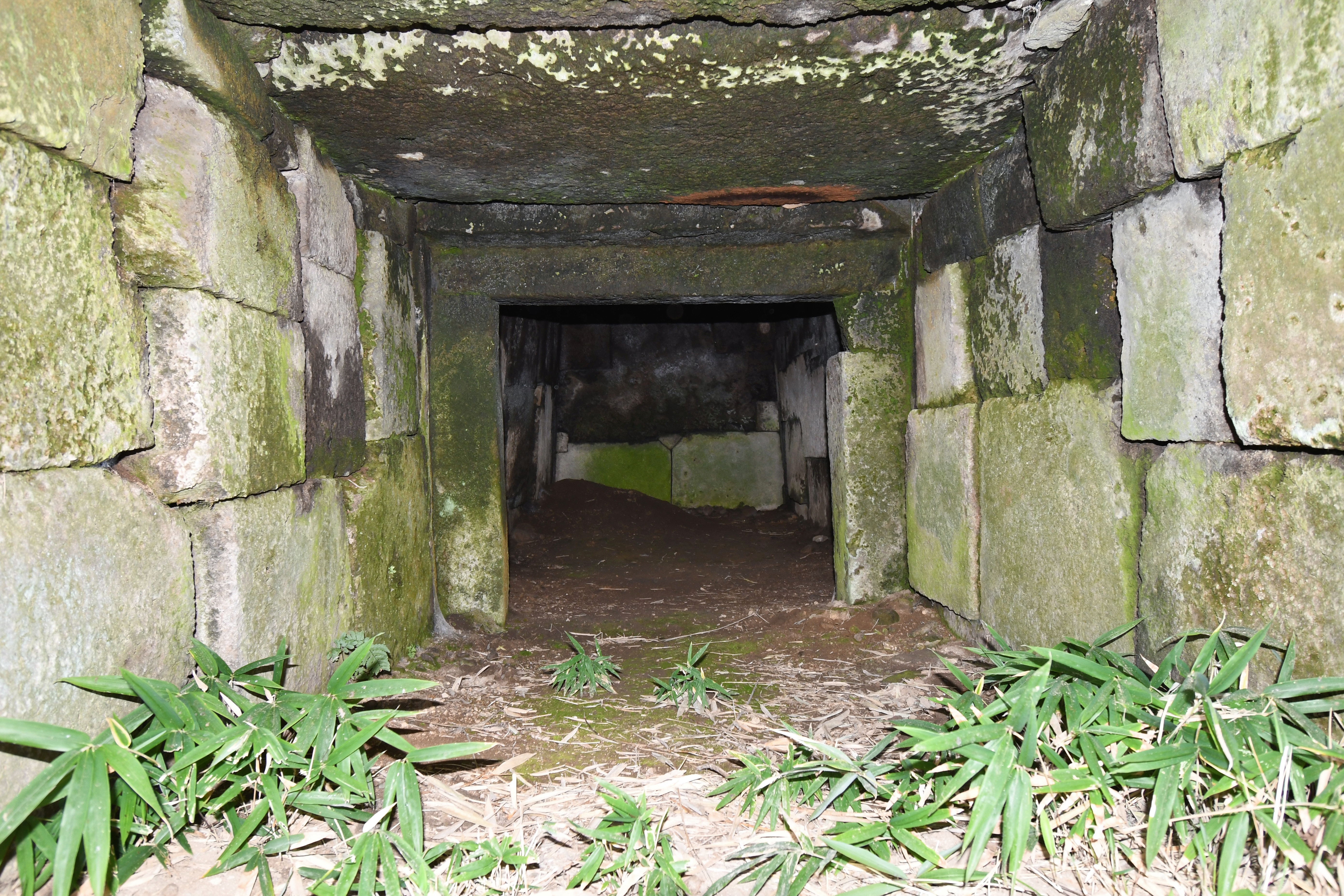
羨道（玄室方向）
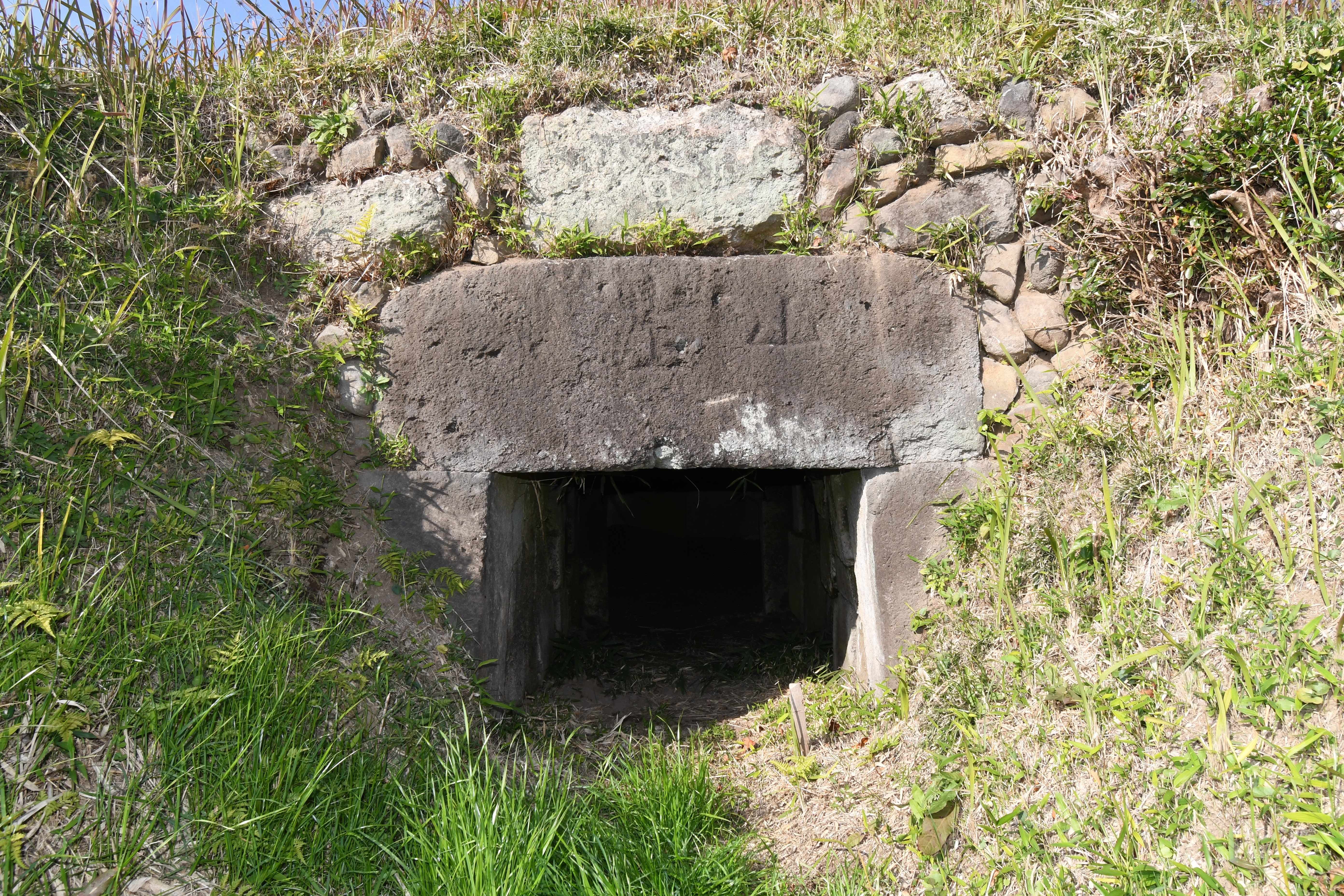
開口部
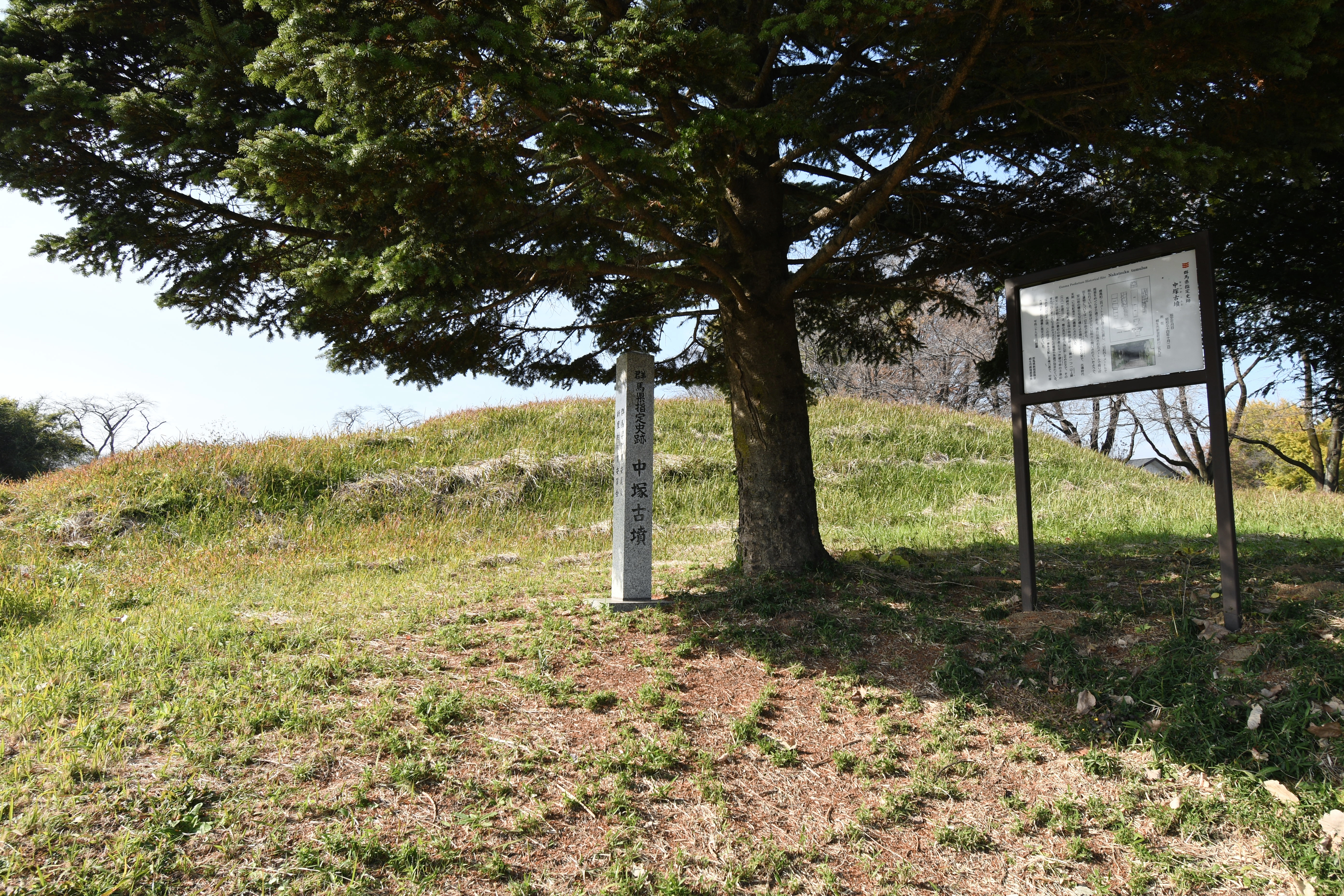
墳丘

## 文化財

### 群馬県指定文化財
- 史跡
  - 中塚古墳 - 1979年（昭和54年）10月2日指定[1][2]。